# Barrage El Kebir (Jendouba)
Pour les articles homonymes, voir Barrage El Kebir (homonymie).
Le barrage El Kebir (arabe : سد الكبير) est un barrage tunisien inauguré en 2010 sur l'oued El Kebir, à dix kilomètres au sud de Tabarka.

## Description
Le barrage est en remblais d'alluvions zoné à noyau. Le volume de remblais utilisés est de 3,65 millions de m3 alors que le volume de la retenue à la cote normale est 64,4 millions de m3.
La hauteur maximale au-dessus des fouilles est de 80 m et sa longueur en crête de 560 m.
L'ensemble contient un ouvrage de dérivation, une prise d'eau, une vidange, un évacuateur de crues constitué par un tour de prise de 80 m de haut. La prise d'eau et l'évacuateur de crues sont constitués par une tulipe d'une capacité de 300 m3/s connectée à un tunnel de 350 m de long et de 7 m de diamètre. L'apport annuel moyen se monte à 24,697 millions de m3.

## Objectifs et interconnexion
Le réservoir du barrage est principalement destiné à l'alimentation en eau potable. El Kebir fait partie du plan directeur des eaux du Nord de la Tunisie, dont les objectis sont : une meilleure exploitation des eaux des barrages, la promotion des réserves en eau et l'amélioration de la qualité et de la quantité d'eau du canal de l'oued Mejerda destinées au Cap Bon. Ce plan prévoit le raccordement entre les grands ouvrages hydrauliques, avec le raccordement des barrages Zarga, El Kébir et Moula (délégation de Tabarka) au barrage de Sidi El Barrak (gouvernorat de Béja), ainsi qu'au barrage de Sejnane (gouvernorat de Bizerte) à travers l'installation d'un système de canalisation et de stations de pompage.
Le transfert d'eau du barrage El Kebir vers le barrage de Sidi El Barrak s'effectue par une conduite de 35 km avec une station de pompage.